# Devade libanica
Devade libanica är en spindelart som först beskrevs av Denis 1955.  Devade libanica ingår i släktet Devade och familjen kardarspindlar.
Artens utbredningsområde är Libanon. Inga underarter finns listade i Catalogue of Life.